# エステルイェータランド県

エステルイェータランド県
Östergötlands län

エステルイェータランド県（エステルイェータランドご、Östergötlands län）とは、スウェーデンの県の一つで略号はE。面積は1万605平方キロメートルで、県庁所在地はリンシェーピング(Linköping)。2017年現在の人口は45万6550人。就業人口が県内の他の産業に比べて少ない割に、農林業は重要な役割を果たしている。特に主食のパン向け穀物である小麦やライ麦、飼料作物としての大麦やカラスムギ(オート麦)、植物油用のアブラナなどを栽培している。更に、乳製品でも高い生産性を示している。県の面積の20パーセントを耕作地が占め、加えて5パーセントが牧草地として使われている。重工業分野では自動車・航空機のサーブ(Saab)、家電製品のエレクトロラックス(Electrolux)等が県内に拠点を置いている。

## 市
エステルイェータランド県には13の市がある。
- ボクスホルム (Boxholm)
- フィンスポング (Finspång)
- シンダ (Kinda)
- リンシェーピング (Linköping)
- ミェールビュ (Mjölby)
- モータラ (Motala)
- ノルシェーピング (Norrköping)
- セーデルシェーピング (Söderköping)
- ヴァステーナ (Vadstena)
- ヴァルデマーシュヴィーク (Valdemarsvik)
- ユドレ (Ydre)
- オートヴィーダベリ (Åtvidaberg)
- エーデスヘーグ (Ödeshög)